# マーシャル郡 (ケンタッキー州)

ケンタッキー州内の位置

マーシャル郡（Marshall County）は、アメリカ合衆国ケンタッキー州内に位置する郡である。人口は30,125人（2000年）。郡庁所在地はベントンである。

## 地理
アメリカ合衆国統計局によると、この郡は総面積881 km2 (340 mi2) である。このうち790 km2 (305 mi2) が陸地で97 km2 (35 mi2) が水地域である。総面積の10.41%が水地域となっている。

### 隣接する郡
- リビングストン郡  (テネシー川を超えた、北)
- ライアン郡  (ケンタッキー湖を超えた、北東)
- トリッグ郡  (ケンタッキー湖を超えた、東)
- カロウェイ郡  (南)
- グレイブス郡  (西)
- マクラッケン郡  (北西)

## 人口動勢
2000年国勢調査で、この郡は人口30,125人、12,412世帯、及び8,998家族が暮らしている。人口密度は38/km2 (99/mi2) である。19/km2 (48/mi2) の平均的な密度に14,730軒の住宅が建っている。この都市の人種的な構成は白人98.57%、アフリカン・アメリカン0.12%、先住民0.17%、アジア0.15%、太平洋諸島系0.01%、その他の人種0.22%、及び混血0.76%である。ここの人口の0.76%はヒスパニックまたはラテン系である。
この郡内の住民は21.80%が18歳未満の未成年、18歳以上24歳以下が7.50%、25歳以上44歳以下が27.00%、45歳以上64歳以下が26.20%、及び65歳以上が17.50%にわたっている。中央値年齢は41歳である。女性100人ごとに対して男性は96.10人である。18歳以上の女性100人ごとに対して男性は93.50人である。
この郡内の世帯ごとの平均的な収入は35,573米ドルであり、家族ごとの平均的な収入は43,670米ドルである。男性は36,673米ドルに対して女性は21,941米ドルの平均的な収入がある。この郡の一人当たりの収入 (per capita income) は18,069米ドルである。人口の9.50%及び家族の6.60% は貧困線以下である。全人口のうち18歳未満の11.60%及び65歳以上の10.90%は貧困線以下の生活を送っている。

## 都市及び町
- ベントン
- Calvert City
- Hardin